# Carmen Maria Vega
Pour les articles homonymes, voir Véga (homonymie).
Carmen Maria Vega, née le 11 juillet 1984 à Guatemala (ville) au Guatemala, est une chanteuse et actrice française.

## Biographie
Carmen Maria Vega est née le 11 juillet 1984 à Guatemala.
En mars 1985, à l'âge de neuf mois, elle est enlevée par des trafiquants d'enfants et « vendue » en France sans que sa famille adoptive française n'en sache rien. Elle découvre en 2014 que son nom d'origine est Angie María del Rosario Vega,, que sa date de naissance réelle, le 11 juin, a été modifiée en 11 juillet au moment de l'enlèvement et que sa mère biologique vit en Belgique. Son enfance se passe à Lyon.
En 1991, à l'âge de 7 ans, sa mère lui fait suivre des cours de théâtre. Elle est également plongée dans un univers musical éclectique grâce à l'un de ses oncles qui lui fait bénéficier de sa riche discothèque ; un autre, féru de jazz, pratiquant lui-même en amateur, lui communique sa passion (notamment pour les chanteuses de jazz afro-américaines).
En 1999, âgée de 15 ans, Carmen Maria Vega prend conscience de son potentiel vocal, en particulier grâce à son professeur de musique de classe de troisième. L'année suivante, elle rencontre un professeur ambitieux au lycée, qui lui offre sa première scène au Transbordeur de Villeurbanne. Elle y interprète The Great Gig in the Sky des Pink Floyd lors de son projet de fin d'étude.
Après son bac, elle suit une formation théâtrale au Cours Myriade, à Lyon. En 2005, elle rencontre le guitariste et auteur-compositeur Max Lavegie avec qui elle entame une collaboration qui dure 8 ans. Elle fait également un passage par le Conservatoire de Lyon.
Carmen Maria Vega présente sur scène ses premières créations, dans plusieurs salles de Lyon, comme la scène découverte A Thou Bout d'Chant, et se fait remarquer par des programmateurs de spectacles. À la suite de quoi, puis grâce au bouche-à-oreille, elle enchaîne plus de 500 concerts à travers la France (dont deux passages au Café de la Danse, deux à l'Alhambra et La Cigale à Paris par deux fois également). Des singles sont vendus localement. Carmen Maria Vega devient le nom d'un groupe musical composé de Carmen au chant, Max à la guitare et à la composition, Alain Arnaudet à la contrebasse, et Toma Milteau à la batterie.
Carmen se fait remarquer au Chantier des Francos et au Off du Printemps de Bourges. En 2009, elle remporte une bourse du FAIR.
En octobre 2009, elle sort son premier album, qui contient le single La menteuse. En mars 2010, elle donne deux concerts à l’Alhambra de Paris. En 2010, elle participe à l'album collectif L'incroyable histoire de Gaston et Lucie, en compagnie de Gérald Genty, Ben Ricour, Pierre Santini, Monsieur Lune, Oldelaf et Monsieur D, Yves Jamait et Cécile Hercule.
En 2012, elle est à l'affiche du film Le jour de la grenouille de Béatrice Pollet, aux côtés de Joséphine de Meaux, Patrick Catalifo, Fanny Cottençon, Dominique Reymond et Igor Skreblin.
En avril 2012 sort son deuxième album Du chaos naissent les étoiles chez AZ / Universal Music France.
En 2013, elle rend hommage à Boris Vian dans un album de reprises, intitulé Fais-moi mal Boris !.
En 2014, elle est choisie pour interpréter le rôle principal de Mistinguett dans le spectacle musical produit par Albert Cohen Mistinguett, reine des années folles de septembre à janvier 2015 au Casino de Paris, puis prolongé au Comédia à Paris d'avril 2015 à janvier 2016 .
De mars à mai 2016, elle part en solo, accompagnée par Kim Giani, en tournée de pré-album avec un nouveau show intitulé Ultra Vega. En parallèle, elle monte le spectacle Garçons, avec Cléa Vincent et Zaza Fournier. Un spectacle sur le genre autour de reprises du répertoire de Jacques Canetti. Des chansons d'homme  écrites par des hommes sur les femmes, chantées par trois femmes. La tournée s'achève à l'été 2019.
En avril 2017, elle sort un troisième album, Santa Maria co-écrit avec Kim Giani. Ce dernier traite en partie de son histoire personnelle, son adoption au Guatemala, et plus largement de sa quête d'identité,. Une tournée suit cette publication avec Kim Giani comme unique musicien.
En octobre 2018, elle reprend le premier rôle féminin du Molière de la meilleure comédie 2018, Le gros diamant du prince Ludwig. Cette pièce à succès est toujours à l'affiche en 2020.
En janvier 2019, elle est sollicitée par Mark Plati, musicien de David Bowie, qui avait mixé son deuxième album, pour participer à la tournée internationale hommage à David Bowie. Elle sera la seule guest de la soirée du Transbordeur à Lyon[Quoi ?]. Elle retrouve Catherine Ringer à l'Olympia où elles sont les uniques invitées de ce show émouvant.
Le 6 novembre 2019 est publié chez Flammarion son premier livre, Le chant du bouc.
Le 1 fevrier 2022 sort son premier court-métrage Carmen's dans lequel elle questionne l'identité grâce à la thématique imposée du rêve dans le cadre du Nikon Festival. Elle prépare son premier long métrage adaptation de son livre « le chant du bouc ».
2023, elle prépare un spectacle en duo, MORTEL AMOUR avec Charly Voodoo de Madame Arthur qui jouera à Paris en fixe et en tournée.
Elle est choisie pour interpréter Lady Capulet dans la comédie musicale Roméo et Juliette de Gerard Presgurvic ; le spectacle célèbre ses 20 ans et le grand retour de Cecilia Cara. Le show joue à guichet fermé tout le mois de février à Taïwan.
Carmen part en tournée avec Paris Combo en Australie en juin pour célébrer la mémoire de la chanteuse Belle du Berry.

## Discographie

### Singles
- 2009 : La menteuse
- 2011 : Du chaos naissent les étoiles
- 2012 : On s'en fout
- 2012 : Invité chez moi
- 2014 : Fais moi mal Boris
- 2014 : Con-vain-cu. Extrait de la comédie musicale Mistinguett, reine des années folles
- 2014 : Mon Homme. Extrait de la comédie musicale Mistinguett, reine des années folles
- 2014 : Aie confiance
- 2017 : Le grand Secret
- 2017 : Santa Maria

### Participations
- 2009 : On n'est pas là pour se faire engueuler !, album hommage à Boris Vian. Reprise de Bourrée de complexe
- 2013 : Et mon père, sur l'album de duos de Nicolas Peyrac Et nous voilà !
- 2013 : Le p'tit veut faire de la trompette, sur l'album de chansons pour enfants Enfantillages 2 d'Aldebert.
- 2013 : Aie confiance, extrait du Livre de la jungle sur l'album We Love Disney 2.
- 2014-2016 : Mistinguett, reine des années folles de François Chouquet, Jacques Pessis et Ludovic-Alexandre Vidal, dans la mise en scène de François Chouquet - Casino de Paris, Théâtre Comédia.
- 2018 : Le Grand Voyage d’Annabelle, dans le rôle d'Irène la Baleine.

### Récompenses
- 2008 : Prix du conseil général et prix du public au festival Chorus des Hauts-de-Seine
- 2009 : Prix du public et du jury au festival Alors Chante ! de Montauban
- 2009 : FAIR 2009
- 2010 : Prix Barbara décerné à une jeune auteur-compositrice-interprète

### Nominations
- 2011 : Nommée au Prix Constantin
- 2015 : Nommée dans la catégorie meilleure comédie musicale pour Mistinguett, reine des années folles aux Globes de Cristal

## Publications
- 2015 : Carmen Maria Vega : biographie officielle de Pierre-Yves Paris, préface de Fanny Cottençon - parution le 13 octobre (F2F Music Publishing)

- 2019 : Le Chant du bouc : récit autobiographique paru chez Flammarion

## Filmographie
- 2012 : Le Jour de la grenouille de Béatrice Pollet : Sarah
- 2022 : Carmen's premier court-métrage de et avec Carmen Maria Vega